# Real Zaragoza 1978-1979
Questa voce raccoglie le informazioni riguardanti il Real Zaragoza nelle competizioni ufficiali della stagione 1978-1979

## Stagione
L'allenatore per questa stagione è Vujadin Boškov, proveniente dal Feyenoord. Per Boškov si tratta della prima esperienza su una panchina spagnola e al termine della stagione verrà ingaggiato dal Real Madrid.
Il Real Saragozza, appena promosso dalla Segunda División, termina la stagione centrando l'obiettivo della salvezza.
L'attaccante Pichi Alonso, trascinatore verso la promozione nella stagione precedente con i suoi 22 gol, si conferma miglior realizzatore degli aragonesi anche in massima serie, con le sue 19 reti in campionato, oltre alle 9 realizzate in Coppa del Re, competizione in cui il Real Saragozza raggiunge i quarti di finale, venendo eliminato dal Real Madrid.

## Rosa
| N. |                       | Ruolo | Calciatore                   |
| -- | --------------------- | ----- | ---------------------------- |
|    | Spagna (bandiera)     | P     | José Manuel Fernández Nieves |
|    | Spagna (bandiera)     | P     | Sabino Zubeldia              |
|    | Spagna (bandiera)     | P     | Juan Luis Irazusta           |
|    | Spagna (bandiera)     | D     | Jesús India                  |
|    | Spagna (bandiera)     | D     | Pedro Camus                  |
|    | Spagna (bandiera)     | D     | José Heredia                 |
|    | Spagna (bandiera)     | D     | Jesús Antonio Salvatierra    |
|    | Spagna (bandiera)     | D     | José María Lasa              |
|    | Spagna (bandiera)     | D     | Jesús Alberto Benedé         |
|    | Spagna (bandiera)     | D     | Antonio Gómez                |
|    | Jugoslavia (bandiera) | D     | Radomir Antić                |
|    | Spagna (bandiera)     | C     | Víctor Muñoz                 |
|    | Spagna (bandiera)     | C     | José Ignacio Oñaederra       |

| N. |                     | Ruolo | Calciatore                    |
| -- | ------------------- | ----- | ----------------------------- |
|    | Spagna (bandiera)   | C     | José Pablo García Castany     |
|    | Paraguay (bandiera) | C     | Saturnino Arrúa               |
|    | Spagna (bandiera)   | C     | José Félix Pérez Aguerri      |
|    | Spagna (bandiera)   | C     | José Carlos Barrachina        |
|    | Spagna (bandiera)   | C     | Jesús Crespo                  |
|    | Spagna (bandiera)   | C     | Juan Lafita                   |
|    | Spagna (bandiera)   | C     | Francisco Güerri              |
|    | Spagna (bandiera)   | C     | Miguel Ángel Belanche         |
|    | Spagna (bandiera)   | A     | Juan José Rodríguez Gutiérrez |
|    | Spagna (bandiera)   | A     | Pichi Alonso                  |
|    | Paraguay (bandiera) | A     | Celso Mendieta                |
|    | Spagna (bandiera)   | A     | José María Amorrortu          |